# Stropkov
Stropkov és una ciutat d'Eslovàquia. Es troba a la regió de Prešov, és capital del districte de Stropkov.

## Història
La primera referència escrita de la vila data del 1245.

## Demografia
| Godina             | 1994   | 2004   | 2014   | 2024    |
| ------------------ | ------ | ------ | ------ | ------- |
| Nombre de persones | 10.411 | 10.822 | 10.762 | 9683    |
| Diferència         |        | +3,94% | −0,55% | −10,02% |

| Godina             | 2023 | 2024   |
| ------------------ | ---- | ------ |
| Nombre de persones | 9788 | 9683   |
| Diferència         |      | −1,07% |

## Ciutats agermanades
- Bílina, República Txeca
- Ropczyce, Polònia
- Biłgoraj, Polònia